# Inauguraladress för Internationella arbetarassociationen
Inauguraladress för Internationella arbetarassociationen är ett dokument författat av Karl Marx. Det publicerades första gången den femte november 1864 i den engelska tidningen Bee-Hive Newspaper under rubriken Address and provisional rules of the Working Men's International Association, established September 28, 1864, at a public meeting held at St. Martin's Hall, Long Acre, London.

Se även: Första internationalen